# Надеждівська сільська рада (Білозерський район)
Наде́ждівська сільська́ ра́да — адміністративно-територіальна одиниця та орган місцевого самоврядування в Білозерському районі Херсонської області. Адміністративний центр — село Надеждівка.

## Загальні відомості
- Територія ради: 2,191 км²
- Населення ради: 1 533 особи (станом на 2001 рік)

## Історія
Сільрада утворена в 1922 році як Надеждівська сільська рада в Комсомольському районі міста Херсона; від 19 вересня 1986 року у складі Білозерського району.

## Населення
Згідно з переписом УРСР 1989 року чисельність наявного населення села становила 1537 осіб, з яких 736 чоловіків та 801 жінка.
За переписом населення України 2001 року в селі мешкало 1536 осіб.

### Мова
Розподіл населення за рідною мовою за даними перепису 2001 року:
| Мова       | Відсоток |
| ---------- | -------- |
| українська | 89,95 %  |
| російська  | 8,48 %   |
| молдовська | 0,78 %   |
| білоруська | 0,33 %   |
| угорська   | 0,13 %   |
| вірменська | 0,07 %   |
| інші       | 0,26 %   |

## Населені пункти
Сільській раді підпорядковані населені пункти:
- с. Надеждівка
- с. Знам'янка
- с. Зорівка

## Склад ради
Рада складається з 14 депутатів та голови.
- Голова ради: Івченко Олександр Олександрович
- Секретар ради: Харчук Надія Григорівна

### Керівний склад попередніх скликань
Примітка: таблиця складена за даними сайту Верховної Ради України

### Депутати
За результатами місцевих виборів 2010 року депутатами ради стали:

#### За суб'єктами висування
| Суб'єкт висування | Кількість обраних депутатів | %   |
| ----------------- | --------------------------- | --- |
| Самовисування     | 14                          | 100 |

#### За округами
| № округу       | Прізвище, ім'я, по батькові     | Дата визнання обраним | Освіта             | Партійна приналежність | Відомості про обраного депутата   |
| -------------- | ------------------------------- | --------------------- | ------------------ | ---------------------- | --------------------------------- |
| 1              | Бондаренко Микола Володимирович | 05.11.2015            | середня            | позапартійний          | пенсіонер                         |
| 2              | Юрків Ольга Романівна           | 05.11.2015            | середня            | позапартійна           | Завідувачка БК                    |
| 3              | Бринько Микола Лукович          | 05.11.2015            | середня            | позапартійна           | пенсіонер                         |
| 4              | Бунчак Сергій Андрійович        | 05.11.2015            | середня            | позапартійна           | пенсіонер                         |
| 5              | Барткова Лариса Валентинівна    | 05.11.15              | середня            | член Партії регіонів   | Директор школи                    |
| 6              | Матей Оксана Федорівна          | 05.11.15              | середня спеціальна | позапартійна           | лікар                             |
| 7              | Харчук надія Григорівна         | 05.11.15              | середня спеціальна | позапартійна           | секретар сільської ради           |
| 8              | Сидорук Тетяна Іванівна         | 05.11.15              | середня            | позапартійна           |                                   |
| 9              | Кошолап Світлана Сергіївна      | 05.11.15              | середня            |                        | бібліотекар                       |
| 10             | Крецул Олександр Миколайович    | 05.11.15              | середня спеціальна | позапартійний          | КП "Надія"                        |
| 11             | Кухарська Марія Федорівна       | 05.11.15              | середня            | позапартійний          | Головний бухгалтер сільської ради |
| 12             | Міщенко Микола Миколайович      | 05.11.15              | середня            | позапартійний          | АТОвець                           |
| 13             | Рева Олена миколаївна           | 05.11.15              | середня спеціальна | позапартійна           | бухгалтер                         |
| 14             | Охрімовська Ольга Володимирівна | 05.11.15              | середня спеціальна | безпартійна            | тимчасово не працює               |
| align="center" | style="white-space:nowrap"      | align="center"        |                    |                        |                                   |
| align="center" | style="white-space:nowrap"      | align="center"        |                    |                        |                                   |